# Шкулёв, Филипп Степанович
Фили́пп Степа́нович Шкулёв (1868—1930) — русский поэт. Автор текста песни «Мы кузнецы» (1905).

## Биография
Родился 4 (16) ноября 1868 года в Печатниках Московской губернии, в крестьянской семье. Отец умер от холеры за два месяца до его рождения. Мать осталась одна с его братом Сергеем.
В 11 лет Филипп был отдан в церковно-приходскую школу, но из-за безденежья через три месяца был вынужден пойти на текстильную фабрику, где повредил в станке правую руку и остался инвалидом (писал левой рукой). В 1881—1890 годах работал мальчиком в овощной лавке в Москве.
Первые стихи опубликовал в 1890 году, печатался в товарищеских сборниках простых выходцев из народа. Первая его книга вышла в 1895 году и называлась «Думы пахаря». В 1905 году вместе с М. Л. Леоновым (отцом писателя Л. М. Леонова) открыл на Тверском бульваре книжный магазин и книгоиздательство «Искра», которые в 1906 году были закрыты. Участвовал в Декабрьском вооружённом восстании в Москве.
В 1911 г. Московской судебной палатой за редактирование журнала «Народный Рожок» был приговорен по 129 ст. к 6 месяцам одиночного тюремного заключения, которое отбыл в Таганской тюрьме, где занимался чтением (читал стихи П. Якубовича, «Американскую республику» Д. Брайса, «Галерею французских знаменитостей» Русанова).
С наступлением войны ему угрожала высылка в Нарым, но он бежал в Архангельск, где прожил до Февральской революции. С 1907 по 1917 годы выступал как сатирик и редактор сатирических журналов «Гроза», «Народный рожок», «Заноза», «Северное жало».
После Февральской революции занимался общественной деятельностью — был председателем волостного земства в Печатниках. С 1918 года — член РКП(б), председатель волостного комитета партии, секретарь партийной ячейки, военный комиссар, судья. Одновременно продолжал публиковаться в газетах «Беднота», «Рабочая Москва», журналах и сборниках пролетарской поэзии «Коммунар», «Кузница», «Чернозем», «Рабочая весна», «Поэзия рабочих профессий» и других изданиях. Также участвовал в литературном движении, был членом литературного объединения «Кузница» и почётным членом литературной группы «Рабочая весна». Стихи Шкулёва несколько раз выходили в Москве отдельными сборниками. В 1930 в Москве состоялось торжественное чествование поэта в связи с сорокалетием его творческой деятельности.
Умер 16 ноября 1930 года в Печатниках Московской области. Похоронен на Ваганьковском кладбище (20 уч.).

## Память
- В честь Ф. С. Шкулёва названа улица и Парк имени Шкулёва в Москве. Также до 1968 года его имя носила Лисичанская улица в Москве.
- Музей поэта расположен в московской школе № 773 (улица Полбина, 18); на здании имеется мемориальная доска, установленная в 1970 году с надписью: «Здесь жил и умер поэт Ф. С. Шкулёв».
- В Ленинском районе Московской области существует литературное объединение имени Шкулёва (город Видное).